# Булса
Булса (фр. Boulsa) — місто і міська комуна в Буркіна-Фасо, адміністративний центр провінції Наментенга.

## Загальна інформація
Висота Булса над рівнем моря становить 305 м. Місто розташоване на сході центральної частини країни. Населення представлено переважно народом мосі; інші етнічні групи — фульбе і ґурма. Населення міської комуни Булсі за даними перепису 2006 року становить 81 967 чоловік.

## Населення
За даними на 2013 рік чисельність населення міста становила 21 550 осіб.
Динаміка чисельності населення міста по роках:
| 1985 | 1996  | 2005   | 2006  | 2013  |
| ---- | ----- | ------ | ----- | ----- |
| 7100 | 12280 | 15 491 | 16753 | 21550 |